# Štefanová (Terchová)
Štefanová is een toeristisch dorp in Slowakije dat administratief gezien tot de nabijgelegen plaats Terchová behoort. Štefanová is gelegen in de regio Žilina in het gebergte Kleine Fatra.

## Wandelroutes
Vanuit Štefanová kunnen verschillende toeristische routes door Nationaal Park Malá Fatra worden gelopen.
- De meest populaire route is een zeer steile route met een hoogteverschil van circa 1.000 meter die leidt naar de bergpas Sedlo Medziholie en vervolgens overgaat in de wandelroute naar de berg Veľký Rozsutec.[1]
- Daarnaast is er ook de mogelijkheid om de wandelroute te nemen die leidt naar het kruispunt Podžiar. Vanaf hier kan de route naar de watervallen Dolné Diery, Nové Diery en het dorp Biely Potok genomen worden.[2]

## Afbeeldingen

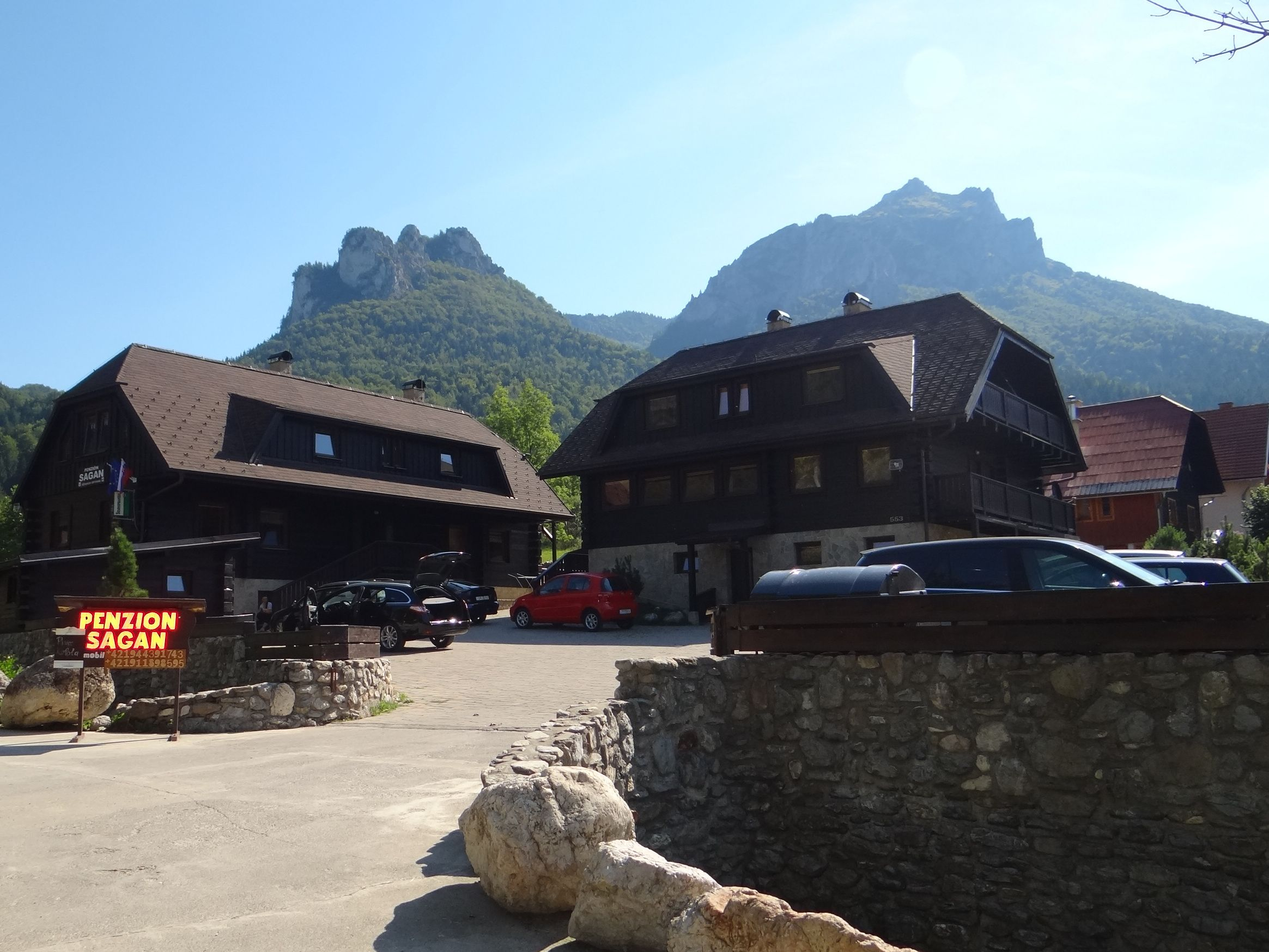
Uitzicht vanuit Štefanová op de bergpieken Veľký Rozsutec (1.610 m) en Malý Rozsutec (1.344 m).
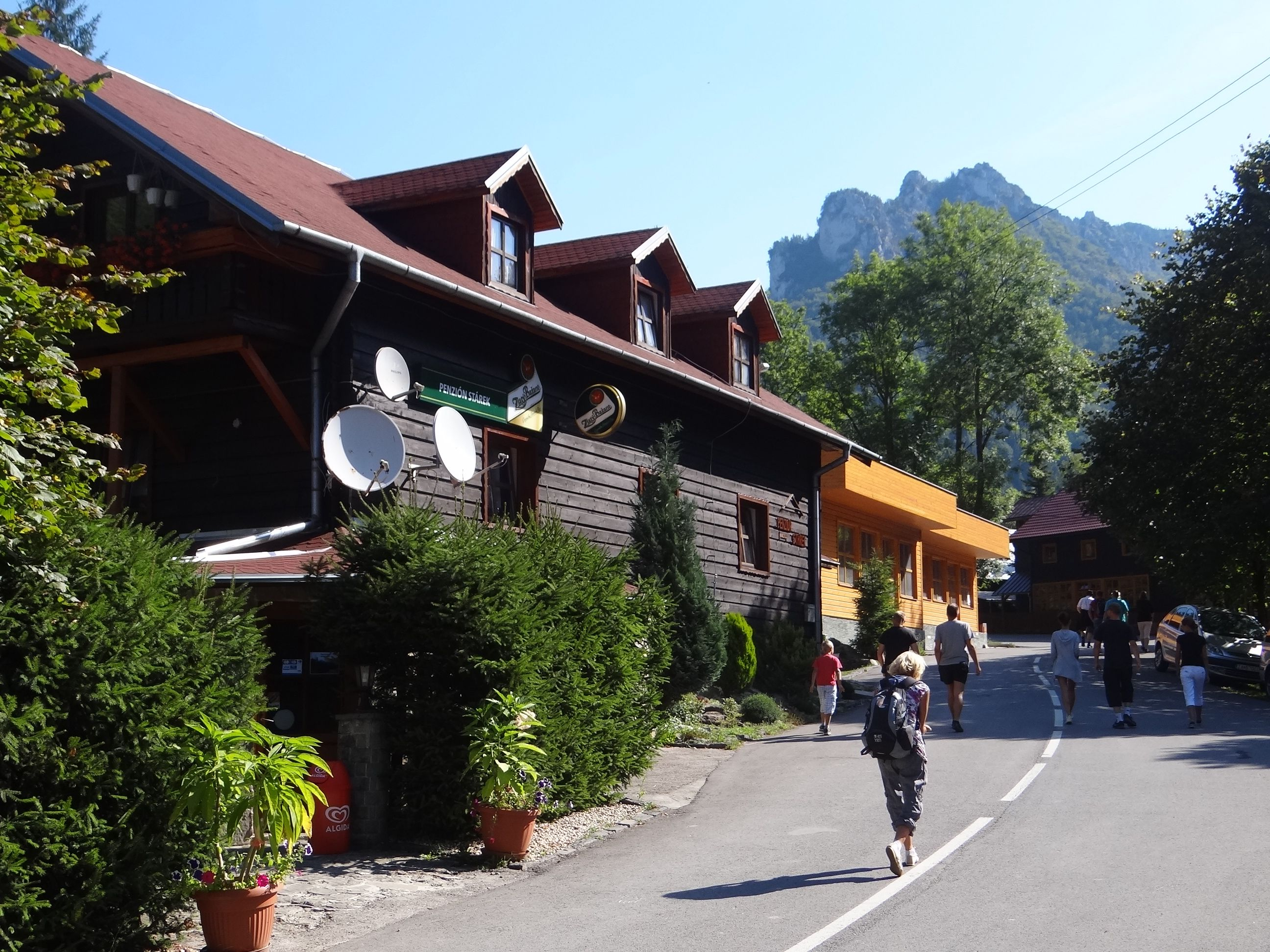
Dorpsstraat met restaurant in Štefanová.
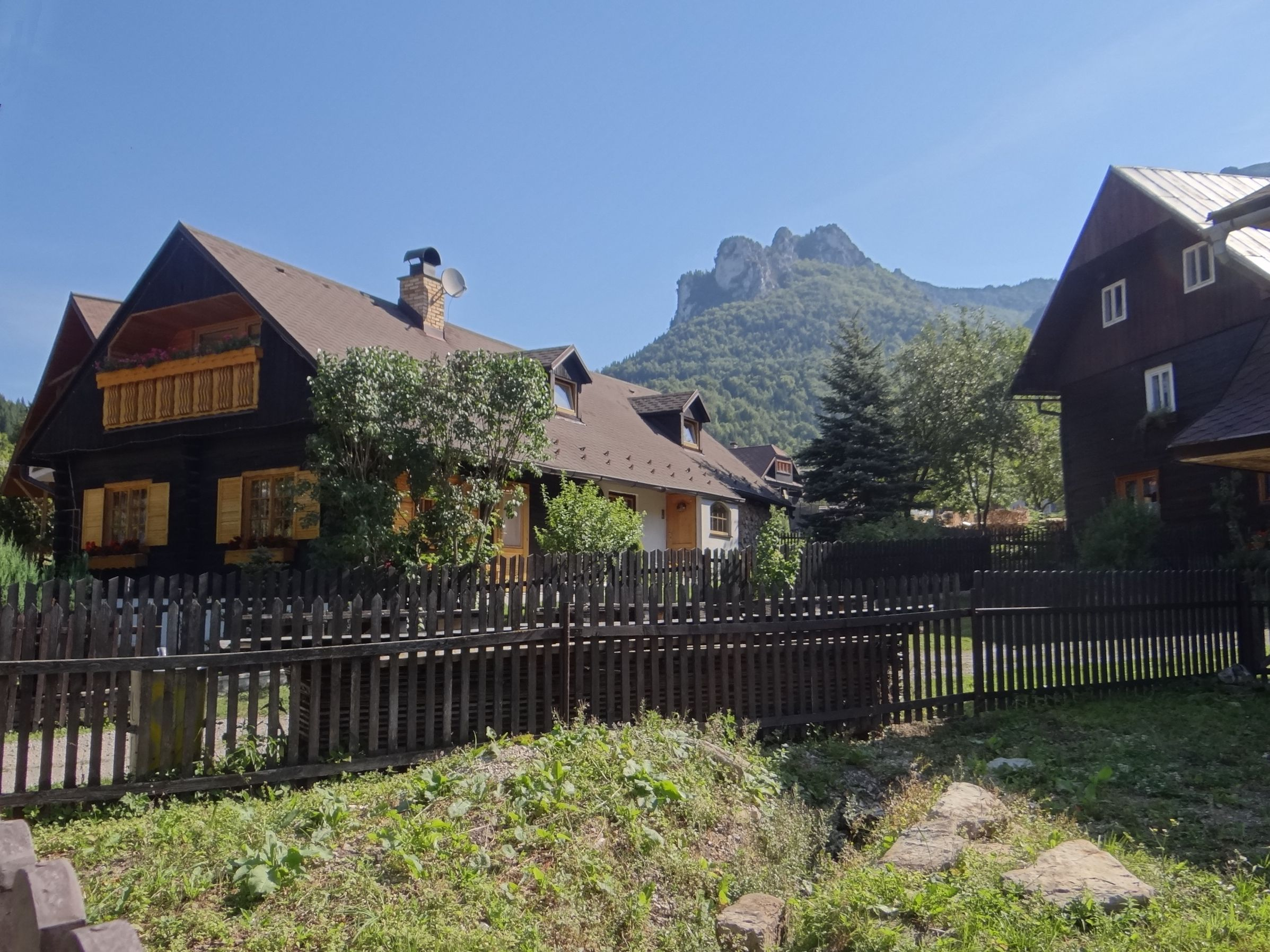
Huizen in Štefanová met de Malý Rozsutec op de achtergrond.